# Tournoi de clôture du championnat du Salvador de football 2021
Navigation
Tournoi précédent Tournoi suivant
Le tournoi Clausura 2021 est le quarante-sixième tournoi saisonnier disputé au Salvador. C'est cependant la 93e fois que le titre de champion du Salvador est remis en jeu.
Lors de ce tournoi, le Alianza FC tente de conserver son titre de champion du Salvador face aux onze meilleurs clubs salvadoriens. Mais c'est finalement le CD FAS qui l'emporte et se qualifie pour la Ligue de la CONCACAF 2021, en compagnie du Once Deportivo.

## Les douze équipes participantes
| \| Águila Jocoro Alianza Atlético Marte FAS Isidro-Metapan Santa Tecla Chalatenango Sonsonate Limeño Luis Ángel Firpo Once Deportivo \| Localisation des équipes. |
| Águila Jocoro Alianza Atlético Marte FAS Isidro-Metapan Santa Tecla Chalatenango Sonsonate Limeño Luis Ángel Firpo Once Deportivo                                 |

Ce tableau présente les douze équipes qualifiées pour disputer le championnat 2020-2021. On y trouve le nom des clubs, le nom des stades dans lesquels ils évoluent ainsi que la capacité et la localisation de ces derniers.
| Club                         | Stade                        | Capacité | Ville              |
| CD Águila                    | Stade Juan Francisco Barraza | 10 000   | San Miguel         |
| Alianza FC                   | Stade Cuscatlán              | 53 400   | San Salvador       |
| Atlético Marte               | Stade Cuscatlán              | 53 400   | San Salvador       |
| CD Chalatenango              | Stade José Gregorio Martínez | 15 000   | Chalatenango       |
| Club Deportivo FAS           | Stade Oscar Quiteño          | 15 000   | Santa Ana          |
| AD Isidro-Metapan            | Stade Jorge Calero Suárez    | 8 000    | Metapán            |
| Jocoro FC (en)               | Complexe Tierra de Fuego     | 15 000   | Jocoro             |
| Luis Ángel Firpo             | Stade Sergio Torres          | 10 000   | Usulután           |
| CD Municipal Limeño          | Stade Jose Ramon Flores      | 5 000    | Santa Rosa de Lima |
| Once Deportivo de Ahuachapan | Stade Arturo Simeón Magaña   | 4 000    | Ahuachapán         |
| Santa Tecla FC               | Stade Las Delicias           | 3 000    | Santa Tecla        |
| CD Sonsonate                 | Stade Anna Mercedes Campos   | 8 000    | Sonsonate          |

### Phase régionale
Lors de la phase régionale de qualification, trois groupes de quatre équipes sont composés. Les équipes d'un même groupe s'affrontent sur un format aller-retour.
Le classement est établi sur le barème de points classique (victoire à 3 points, match nul à 1, défaite à 0).
Le départage final se fait selon les critères suivants :
- Le nombre de points.
- La différence de buts générale.
- Le nombre de buts marqué.

| Rang | Équipe            | Pts | J | G | N | P | Bp | Bc | Diff |
| ---- | ----------------- | --- | - | - | - | - | -- | -- | ---- |
| 1    | Once Deportivo    | 12  | 6 | 3 | 3 | 0 | 7  | 2  | +5   |
| 2    | AD Isidro-Metapan | 10  | 6 | 3 | 1 | 2 | 5  | 4  | +1   |
| 3    | CD Sonsonate      | 7   | 6 | 2 | 1 | 3 | 5  | 9  | -4   |
| 4    | CD FAS            | 4   | 6 | 1 | 1 | 4 | 7  | 9  | -2   |

| Rang | Équipe              | Pts | J | G | N | P | Bp | Bc | Diff |
| ---- | ------------------- | --- | - | - | - | - | -- | -- | ---- |
| 1    | Luis Ángel Firpo    | 12  | 6 | 3 | 3 | 0 | 5  | 2  | +3   |
| 2    | CD Águila           | 11  | 6 | 3 | 2 | 1 | 4  | 3  | +1   |
| 3    | CD Municipal Limeño | 4   | 6 | 0 | 4 | 2 | 5  | 7  | -2   |
| 4    | Jocoro FC           | 3   | 6 | 0 | 3 | 3 | 4  | 8  | -4   |

Groupe central
| Rang | Équipe          | Pts | J | G | N | P | Bp | Bc | Diff |
| ---- | --------------- | --- | - | - | - | - | -- | -- | ---- |
| 1    | Alianza FC      | 18  | 6 | 6 | 0 | 0 | 19 | 7  | +12  |
| 2    | Santa Tecla FC  | 9   | 6 | 3 | 0 | 3 | 9  | 10 | -1   |
| 3    | CD Chalatenango | 7   | 6 | 2 | 1 | 3 | 6  | 9  | -3   |
| 4    | Atlético Marte  | 1   | 6 | 0 | 1 | 5 | 7  | 15 | -8   |

### Phase nationale

#### Composition des groupes
Lors de la phase nationale de qualification, deux groupes de six équipes sont composés. Les équipes d'un même groupe s'affrontent sur un format aller-retour. Les équipes classées de la première à la quatrième place sont qualifiées en quarts de finale.
| Équipe       |
| ------------ |
| 1er Occident |
| 4e Occident  |
| 1er Centre   |
| 4e Centre    |
| 1er Orient   |
| 4e Orient    |

| Équipe      |
| ----------- |
| 2e Occident |
| 3e Occident |
| 2e Centre   |
| 3e Centre   |
| 2e Orient   |
| 3e Orient   |

#### Classements
Le classement est établi sur le barème de points classique (victoire à 3 points, match nul à 1, défaite à 0).
Le départage final se fait selon les critères suivants :
- Le nombre de points.
- La différence de buts générale.
- Le nombre de buts marqué.

| Rang | Équipe           | Pts | J  | G | N | P | Bp | Bc | Diff |
| ---- | ---------------- | --- | -- | - | - | - | -- | -- | ---- |
| 1    | Once Deportivo   | 18  | 10 | 5 | 3 | 2 | 13 | 10 | +3   |
| 2    | Alianza FC T     | 16  | 10 | 5 | 1 | 4 | 19 | 13 | +6   |
| 3    | CD FAS           | 16  | 10 | 4 | 4 | 2 | 17 | 15 | +2   |
| 4    | Luis Ángel Firpo | 13  | 10 | 3 | 4 | 3 | 14 | 10 | +4   |
| 5    | Atlético Marte   | 10  | 10 | 2 | 4 | 4 | 12 | 19 | -7   |
| 6    | Jocoro FC        | 7   | 10 | 1 | 4 | 5 | 5  | 13 | -8   |

| Rang | Équipe              | Pts | J  | G | N | P | Bp | Bc | Diff |
| ---- | ------------------- | --- | -- | - | - | - | -- | -- | ---- |
| 1    | AD Isidro-Metapan   | 19  | 10 | 6 | 1 | 3 | 19 | 10 | +9   |
| 2    | CD Municipal Limeño | 18  | 10 | 5 | 3 | 2 | 12 | 7  | +5   |
| 3    | CD Águila           | 15  | 10 | 3 | 6 | 1 | 10 | 6  | +4   |
| 4    | Santa Tecla FC      | 13  | 10 | 3 | 4 | 3 | 14 | 14 | 0    |
| 5    | CD Chalatenango     | 12  | 10 | 3 | 3 | 4 | 12 | 16 | -4   |
| 6    | CD Sonsonate        | 4   | 10 | 1 | 1 | 8 | 9  | 23 | -14  |

### Phase finale
Les huit équipes qualifiées sont réparties dans le tableau final d'après leur classement général. Le premier de chaque groupe affronte le quatrième du groupe opposé tandis que le dauphin de chaque groupe affronte le troisième du groupe opposé. L'équipe la moins bien classée accueille lors du match aller et la meilleure lors du match retour.
En cas d'égalité lors des deux premiers tours, c'est l'équipe la mieux classée qui se qualifie. Par contre lors de la finale, si les deux équipes sont à égalité sur la somme des deux matchs des prolongations puis une séance de tirs au but ont lieu.

#### Tableau
|  |                   |               |                  |               |               |      |     |            |            |            |            |            |        |      |        |        |        |        |        |  |  |
|  | 1/4 de finale     | 1/4 de finale | 1/4 de finale    | 1/4 de finale | 1/4 de finale |      |     | 1/2 finale | 1/2 finale | 1/2 finale | 1/2 finale | 1/2 finale |        |      | Finale | Finale | Finale | Finale | Finale |  |  |
|  |                   |               |                  |               |               |      |     |            |            |            |            |            |        |      |        |        |        |        |        |  |  |
|  |                   |               |                  |               |               |      |     |            |            |            |            |            |        |      |        |        |        |        |        |  |  |
|  | Once Deportivo    | (A1)          | 1                | 1             |               |      |     |            |            |            |            |            |        |      |        |        |        |        |        |  |  |
|  | Once Deportivo    | (A1)          | 1                | 1             |               |      |     |            |            |            |            |            |        |      |        |        |        |        |        |  |  |
|  | Santa Tecla FC    | (B4)          | 1                | 2             |               |      |     |            |            |            |            |            |        |      |        |        |        |        |        |  |  |
|  | Santa Tecla FC    | (B4)          | 1                | 2             | CD FAS        | (A3) | 1   | 0          | (4)        |            |            |            |        |      |        |        |        |        |        |  |  |
|  |                   |               |                  |               |               | (A3) | 1   | 0          | (4)        |            |            |            |        |      |        |        |        |        |        |  |  |
|  |                   |               | Santa Tecla FC   | (B4)          | 0             | 1    | (2) |            |            |            |            |            |        |      |        |        |        |        |        |  |  |
|  | Municipal Limeño  | (B2)          | Santa Tecla FC   | (B4)          | 0             | 1    | (2) | 1          | 2          | (2)        |            |            |        |      |        |        |        |        |        |  |  |
|  | Municipal Limeño  | (B2)          |                  |               |               |      |     |            | 2          | (2)        |            |            |        |      |        |        |        |        |        |  |  |
|  | CD FAS t. a. b.   | (A3)          | 2                | 1             | (4)           |      |     |            |            |            |            |            |        |      |        |        |        |        |        |  |  |
|  | CD FAS t. a. b.   | (A3)          | 2                | 1             | (4)           |      |     |            |            |            |            |            | CD FAS | (A3) | 1      | (4)    |        |        |        |  |  |
|  |                   |               |                  |               |               |      |     |            |            |            |            |            | CD FAS | (A3) | 1      | (4)    |        |        |        |  |  |
|  |                   | Alianza FC    | (A2)             | 1             | (3)           |      |     |            |            |            |            |            |        |      |        |        |        |        |        |  |  |
|  | AD Isidro-Metapan | Alianza FC    | (A2)             | 1             | (3)           | (B1) | 0   | 1          |            |            |            |            |        |      |        |        |        |        |        |  |  |
|  | AD Isidro-Metapan |               |                  |               |               |      | 0   | 1          |            |            |            |            |        |      |        |        |        |        |        |  |  |
|  | Luis Ángel Firpo  | (A4)          | 1                | 3             |               |      |     |            |            |            |            |            |        |      |        |        |        |        |        |  |  |
|  | Luis Ángel Firpo  | (A4)          | 1                | 3             | Alianza FC    | (A2) | 2   | 0          | (5)        |            |            |            |        |      |        |        |        |        |        |  |  |
|  |                   |               |                  |               |               | (A2) | 2   | 0          | (5)        |            |            |            |        |      |        |        |        |        |        |  |  |
|  |                   |               | Luis Ángel Firpo | (A4)          | 1             | 1    | (4) |            |            |            |            |            |        |      |        |        |        |        |        |  |  |
|  | Alianza FC        | (A2)          | Luis Ángel Firpo | (A4)          | 1             | 1    | (4) | 1          | 2          | 0          |            |            |        |      |        |        |        |        |        |  |  |
|  | Alianza FC        | (A2)          |                  |               |               |      |     | 1          | 2          | 0          |            |            |        |      |        |        |        |        |        |  |  |
|  | CD Águila         | (B3)          | 0                | 1             |               |      |     |            |            |            |            |            |        |      |        |        |        |        |        |  |  |
|  | CD Águila         | (B3)          | 0                | 1             |               |      |     |            |            |            |            |            |        |      |        |        |        |        |        |  |  |

#### Quarts de finale
| Équipe              | Aller | Retour | Équipe           | Commentaire       |
| Once Deportivo      | 1-1   | 1-2    | Santa Tecla FC   |                   |
| AD Isidro-Metapan   | 0-1   | 1-3    | Luis Ángel Firpo |                   |
| Alianza FC          | 1-0   | 2-1    | CD Águila        |                   |
| CD Municipal Limeño | 1-2   | 2-1    | CD FAS           | Tirs au but : 2-4 |

#### Demi-finales
| Équipe     | Aller | Retour | Équipe           | Commentaire       |
| Alianza FC | 2-1   | 0-1    | Luis Ángel Firpo | Tirs au but : 5-4 |
| CD FAS     | 1-0   | 0-1    | Santa Tecla FC   | Tirs au but : 4-2 |

#### Finale
| 30 mai 2021 | CD FAS            | 1 - 1 | Alianza FC                 | Stade Cuscatlán           |                           |
| | Kevin Reyes 39e   | (1 - 0) | 56e (csc) Mauricio Cuéllar | Arbitrage : Edgar Ramírez | Arbitrage : Edgar Ramírez |
| | Rapport           | |                            | Arbitrage : Edgar Ramírez | Arbitrage : Edgar Ramírez |
| Bryan Landaverde · Andrés Flores Jaco · Dustin Corea · Kevin Reyes · Luis Alberto Perea · Roberto Chen · Ibsen Castro | Tirs au but 4 - 3 | Iván Mancía · Oscar Maldonado · Rudy Clavel · Rodolfo Zelaya · Henry Javier Romero · Michell Mercado · Elvin Alvarado |                            | Arbitrage : Edgar Ramírez | Arbitrage : Edgar Ramírez |

| Vainqueur du Tournoi Clausura 2021 CD FAS 18e titre |

## Statistiques

### Buteurs
| Rang | Nom             | Équipe          | Buts |
| 1    | Rodolfo Zelaya  | Alianza FC      | 8    |
| 1    | Kemal Malcolm   | CD Chalatenango | 8    |
| 3    | Edgar Medrano   | Once Deportivo  | 7    |
| 4    | Jorge Córdoba   | Alianza FC      | 6    |
| 4    | Craig Foster    | CD Chalatenango | 6    |
| 4    | Irvin Herrera   | Santa Tecla FC  | 6    |
| 4    | Michell Mercado | Alianza FC      | 6    |
| 4    | Wilma Torres    | CD FAS          | 6    |

## Bilan du tournoi
| Tournoi de clôture du championnat de football du Salvador 2021 |                    |
| Champion                                                       | CD FAS (18e titre) |
| Dauphin                                                        | Alianza FC         |
| Qualifications continentales                                   |                    |
| Ligue de la CONCACAF 2021                                      | CD FAS             |
| Ligue de la CONCACAF 2021                                      | Once Deportivo     |

## Classement cumulé
Bien que l'Atlético Marte termine en bas du classement, en position de relégable, c'est le CD Sonsonate qui descend sous la forme d'une rétrogradation administrative après des manquements vis-à-vis du règlement de la ligue, et notamment un retard excessif dans le paiement des salaires des joueurs.
| Rang | Équipe              | Pts | J  | G  | N  | P  | Bp | Bc | Diff |
| ---- | ------------------- | --- | -- | -- | -- | -- | -- | -- | ---- |
| 1    | Alianza FC C        | 69  | 32 | 22 | 3  | 7  | 70 | 35 | +35  |
| 2    | Once Deportivo      | 57  | 32 | 16 | 9  | 7  | 39 | 29 | +10  |
| 3    | CD Águila           | 54  | 32 | 14 | 12 | 6  | 39 | 24 | +15  |
| 4    | CD FAS C            | 50  | 32 | 14 | 8  | 10 | 48 | 39 | +9   |
| 5    | Luis Ángel Firpo    | 47  | 32 | 12 | 11 | 9  | 32 | 27 | +5   |
| 6    | AD Isidro-Metapan   | 46  | 32 | 13 | 7  | 12 | 49 | 40 | +9   |
| 7    | CD Municipal Limeño | 46  | 32 | 12 | 10 | 10 | 39 | 33 | +6   |
| 8    | Santa Tecla FC      | 37  | 32 | 9  | 10 | 13 | 38 | 48 | -10  |
| 9    | Jocoro FC           | 33  | 32 | 7  | 12 | 13 | 29 | 42 | -13  |
| 10   | CD Chalatenango     | 32  | 32 | 7  | 11 | 14 | 34 | 48 | -14  |
| 11   | CD Sonsonate        | 25  | 32 | 5  | 10 | 17 | 30 | 49 | -19  |
| 12   | Atlético Marte      | 23  | 32 | 4  | 11 | 17 | 41 | 67 | -26  |

| Légende : Qualifications et relégations | Légende : Qualifications et relégations |
| --------------------------------------- | --------------------------------------- |
|                                         | Ligue de la CONCACAF 2021               |
|                                         | Relégation en Segunda División          |
|                                         | C Vainqueur d'un tournoi saisonnier     |